# Ulrich Franz von Kolowrat-Liebsteinsky
Ulrich Franz von Kolowrat-Liebsteinsky (in ceco Oldřich František Kolovrat-Libštejnský) (Žichovice, 28 luglio 1607 – České Budějovice, 3 gennaio 1650) è stato un nobile e politico austriaco.

## Biografia
Figlio del barone Heinrich von Kolowrat-Liebsteinsky (1569-1646), Ulrich Franz ebbe in gioventù un'ottima formazione culturale per l'epoca: nel 1622 partì alla volta di un grand tour che perdurò per quasi sei anni (1622-1628). Per due anni e mezzo visse a Roma, nel 1625 per un anno e mezzo tornò a Praga e poi proseguì il suo viaggio alla volta della Germania e di Lovanio, dove trascorse quasi un anno, vivendo tra Bruxelles e Parigi. Trascorse quasi un anno poi tra la penisola iberica e la Svizzera, tornando a Praga nel luglio del 1628. Unendo a questo viaggio anche la propria fede, colse l'occasione per visitare i principali santuari europei di Loreto e Santiago di Compostela.

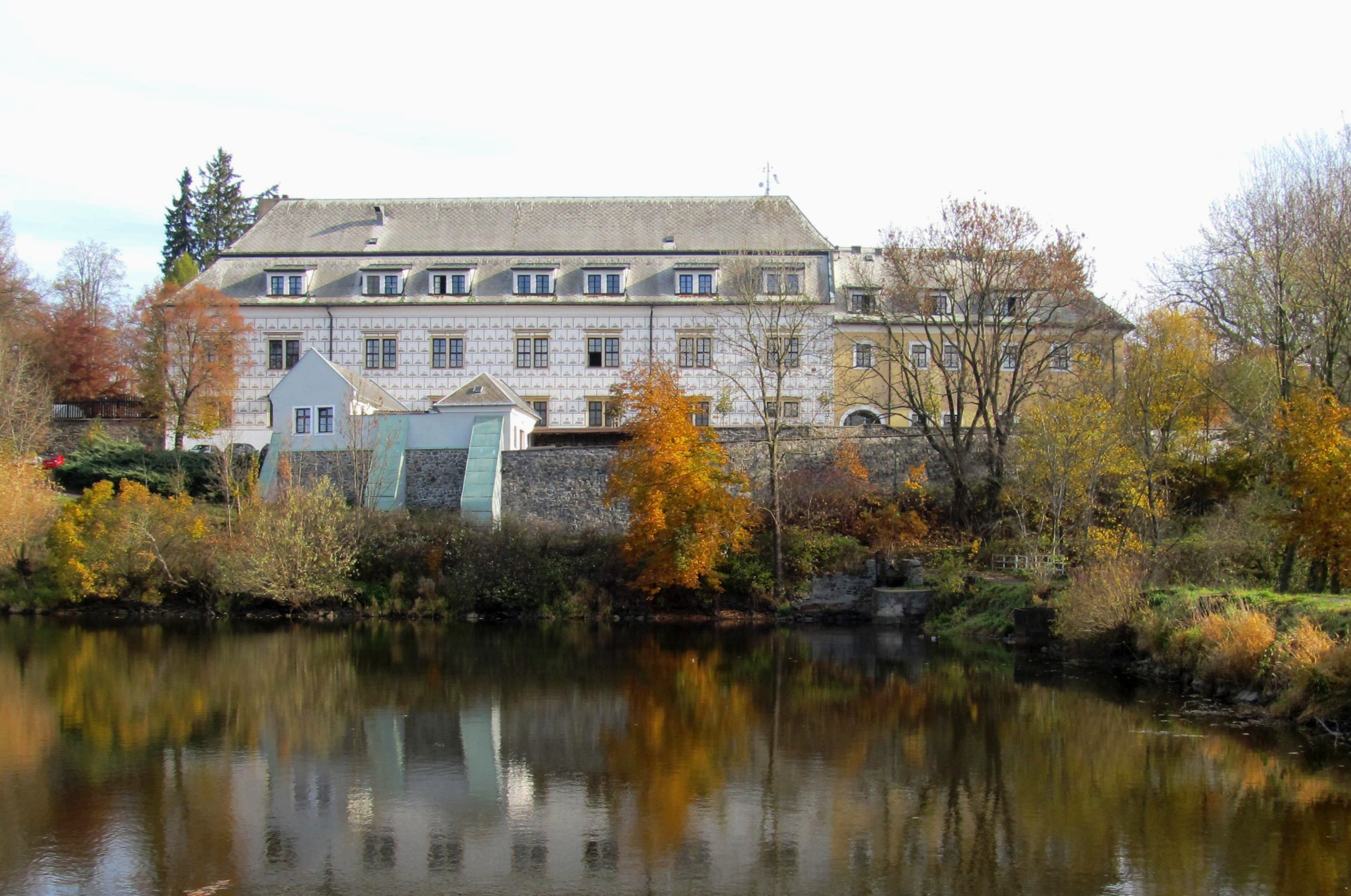
Il castello di Bystré, che fu tra le proprietà del Kolowrat-Liebsteinsky

Sotto il regno di Ferdinando III fu dapprima coppiere, poi ciambellano ed infine divenne presidente della Hofkammer, l'organismo incaricati di controllare le finanze di tutto l'Impero. Dopo il suo licenziamento come presidente della Hofkammer nel 1639, nel 1644 venne nominato membro del Consiglio Privato imperiale.
Devoto cattolico e mecenate di notevole spessore, fondò il monastero dei cappuccini a Sušice, sostenendo poi la fondazione dei collegi dei gesuiti di Klatovy, Březnice e Hlohov. Fu proprietario del castello rinascimentale di Žichovice e di quello di Bystré.